# Fernando (bài hát)
"Fernando" là một bài hát của nhóm nhạc pop Thụy Điển ABBA. Nó được phát hành vào tháng 3 năm 1976 dưới dạng ca khúc hoàn toàn mới cho album tổng hợp năm 1976 Greatest Hits, nhưng cũng được bao gồm trong album phòng thu thứ tư của nhóm Arrival tại Úc và New Zealand. "Fernando" cũng được giới thiệu trong phần tổng hợp Gold: Greatest Hits đã bán hàng triệu bản. Bài hát này là một trong những đĩa đơn bán chạy nhất mọi thời đại của ABBA, với sáu triệu bản được bán vào năm 1976. Đây là một trong số ít hơn bốn mươi đĩa đơn mọi thời đại đã bán được 10 triệu (hoặc nhiều hơn) bản sao trên toàn thế giới, khiến nó trở thành một trong những đĩa đơn bán chạy nhất mọi thời đại.

## Lịch sử
"Fernando" ban đầu không được phát hành dưới dạng một bài hát ABBA mà chỉ là một đĩa đơn của thành viên ban nhạc Anni-Frid Lyngstad. Nó được giới thiệu trong album solo số 1 Thụy Điển của cô Frida ensam (1975). Bài hát được Benny Andersson và Bjorn Ulvaeus sáng tác và mang tên "Tango". Chuẩn bị cho việc ghi âm bắt đầu vào tháng 8 năm 1975. Hai người đã thực hiện thay đổi tên bài vào phút cuối trước khi ghi âm. Cái tên "Fernando" được lấy cảm hứng từ một nhân viên pha chế, người làm việc tại một câu lạc bộ mà ban nhạc thường lui tới ở Stockholm, Thụy Điển.